# نهائي كأس ألمانيا 2013
نهائي كأس ألمانيا 2013 هي المباراة النهائية من منافسة كأس ألمانيا 2012–13، أقيمت المباراة في 1 يونيو 2013، في الملعب الأولمبي، بين فريقي بايرن ميونخ، ونادي شتوتغارت، وفاز فيها بايرن ميونخ، بعد أن هزم نادي شتوتغارت، بنتيجة 3 - 2، وكان حكم المباراة Manuel Gräfe ‏، وحضر المباراة 74220 شخصاً.

## تفاصيل المباراة
لعبت المباراة النهائية في 1 يونيو 2013.
| بايرن ميونخ                                                   | 3 -2 | نادي شتوتغارت                         |
| ------------------------------------------------------------- | ---- | ------------------------------------- |
| توماس مولر 37 ' (ركلة.) · ماريو غوميز 48 ' · ماريو غوميز 61 ' |      | مارتن هارنيك 71 ' · مارتن هارنيك 80 ' |